# Geszti József (orvos)
Geszti József, születési és 1906-ig használt nevén Gescheit József (Nagytapolcsány, 1878. május 2. – Debrecen, 1945. június 4.) főorvos, tüdőgyógyász, egészségügyi főtanácsos, egyetemi magántanár, Geszti Olga (1910–1980) hematológus, sugárbiológus apja.

## Életpályája
Gescheit Márk kereskedő és Schachter Amália fiaként született zsidó családban. Középiskolai tanulmányait a Besztercebányai Királyi Katolikus Főgimnáziumban végezte (1896), majd felvételt nyert a Budapesti Tudományegyetem Orvostudományi Karára. Pályája elején Korányi Sándor tanítványa volt. 1904 és 1907 között a budakeszi Erzsébet-királyné Szanatórium segédorvosaként működött. 1907 márciusában nyílt meg a gyulai József főherceg Szanatórium, melynek első igazgatójává választották. A József királyi herczeg Szanatórium-Egyesület igazgatótanácsa 1912 elején áthelyezte a debreceni Auguszta Szanatóriumhoz. 1912 októberében államvasúti orvosi tanácsadói kinevezésben részesült. 1918 márciusában a tüdővész elleni küzdelem terén kifejtett önzetlen és kiválóan eredményes működése elismeréséül megkapta a Ferenc József-rend lovagkeresztjét. 1932 januárjában a közegészségügyi szolgálat terén negyedszázadon át kifejtett értékes munkásságáért a magyar királyi egészségügyi főtanácsosi címet adományozták számára. A Magyar Tüdőbeteggondozó és Gyógyintézeti Orvosok Egyesülete 1932. június 22-én alelnökévé választotta. 1933-ban a debreceni Tisza István Tudományegyetem Orvostudományi Karán A tüdő tuberculosisáról, különös tekintettel a szanatóriumi gyógykezelésre című tárgykörből magántanári képesítést szerzett. 1943-ban elérve a korhatárt, nyugalomba vonult. 1944 nyarán deportálták, s a következő évben legyengülve tért haza. Halálát szívhűdés okozta.
A debreceni zsidó temetőben helyezték végső nyugalomra.

## Munkássága
Már 1930-ban megkezdte a debreceni iskolákban a szűrővizsgálatokat, amivel messze megelőzte kortársait. Előadások tartásával, hírlapi közleményekkel hívta fel az illetékesek figyelmét Debrecen időszerű tbc problémáira. Jelentős szerepe volt abban, hogy Debrecenben tüdőbeteg-gondozó intézet és tüdőbeteg-otthon létesült.

## Családja
Felesége Szántó Margit (1882–1956) orvos, tüdőgyógyász szakorvos volt, Szántó Ede iskolaigazgató és Hahn Róza lánya, akivel 1907. március 12-én Szabadkán kötött házasságot.
Gyermekei:
- Geszti Ilona Amália (1908–1945) tanár, a holokauszt áldozata. Első férje Balkányi Pál (1894–1931) sebész főorvos, a 39. gyalogezred hadnagya, második dr. Epstein Ottó ügyvéd.
- Geszti Olga (1910–1980) hematológus, sugárbiológus. Férje Kovács Károly vegyészmérnök, a Debreceni Gyógyszergyár főmérnöke, majd a Külkereskedelmi Minisztérium főelőadója.

## Művei
- A Meniére-féle kórról egy gyógyult eset kapcsán. (Orvosi Hetilap, 1901, 14.)
- Gerinczvelői daganat esete. (Orvosi Hetilap, 1904, 21–22.)
- Az Erzsébet királyné-sanatoriumban gyakorolt therapiai eljárások. (Budapesti Orvosi Ujsag, 1906, 18–19.)
- A gyulai József-sanatorium ismertetése. (Budapesti Orvosi Ujsag, 1907, 3.)
- Mi történik a szervezetben termelt tuberculinnal? (Orvosi Hetilap, 1911, 14.)
- Polyarthritis syphilitica acuta. (Orvosi Hetilap, 1912, 48.)
- Az iskolai vízivás reformja. (Budapesti Orvosi Ujsag, 1914, 2.)
- A felső mellkasnyílás rendellenességeinek tüneteiről. (Orvosi Hetilap, 1916, 45–47.)
- A tuberculosis gyógyítása a krysolgan nevű aranykészítménnyel. (Orvosi Hetilap, 1920, 12.)
- Vizsgálatok a Friedmann-szer therapiás értékéről. Gruber Ernővel. (Gyógyászat, 1925, 17.)
- Tanulmányok a cavernás phthisisről. (Gyógyászat, 1925, 39.)

## Díjai, elismerései
- Vöröskereszt hadiékitményes II. osztályú díszjelvénye (1916)[8]
- Koronás arany érdemkereszt a vitézségi érem szalagján (1917)
- Ferenc József-rend lovagkeresztje (1918)